# Van den Bos (månkrater)
För andra betydelser, se Van den Bos.
Van den Bos är en nedslagskrater på månens baksida. Van den Bos har fått sitt namn efter den nederländsk–sydafrikanske astronomen Willem Hendrik van den Bos.
Kratern har en diameter på ungefär 25 km.